# Boyfriend (песня Арианы Гранде и Social House)
«Boyfriend» (с англ. — «Бойфренд») — песня, записанная американской певицей Арианой Гранде при участии американской музыкальной группы Social House. Была выпущена 2 августа 2019 года в качестве второго сингла из дебютного EP группы под названием Everything Changed… (2019). Для Гранде это была четырнадцатая песня, вошедшая в топ-10 главного синглового чарта США Billboard Hot 100 и первая для Social House. На премии MTV Video Music Awards песня одержала победу в номинации «Песня лета» а также получила номинацию на премию «Грэмми» в категории «Лучшее поп-исполнение дуэтом или группой».

## Видеоклип
Музыкальное видео снято Ханной Люкс Дэвис и было выпущено вместе с песней 2 августа 2019 года.
В видео Гранде и один из участников группы по имени Фостер изображают неблагополучную пару, обращающуюся за советом к Андерсону, другому участнику группы. В сценах показано, как Гранде и Фостер на вечеринке видят друг друга флиртующими с другими людьми. Каждый из них ревниво фантазирует о жестоком нападении на потенциальных вторых половинок своего партнёра: Гранде с разбега нападает и избивает одну девушку, а другую прижимает к двери, пуская стрелу ей в ладонь; Фостер бьёт парня по лицу и вырывает его всё ещё бьющееся сердце, отдавая его Гранде. В другом эпизоде Гранде расстёгивает пиджак и стреляет из бюстгальтера лазерами в форме розовых сердечек, привлекая внимание Фостера. Видео заканчивается тем, что пара страстно целуется в ванной комнате, а затем крушит её. Андерсон находит их и с недовольством выходит из комнаты, оставляя их на произвол судьбы.

## Восприятие
Джейсон Липшуц из Billboard назвал «Boyfriend» «эластичным поп-треком, милой одой романтическому влечению с низкими ставками, но сопротивлению традиционным устоям». Аманда Митчелл из O, The Oprah Magazine посчитала, что текст песни «понравится каждому, кто когда-либо хотел быть в паре, но также наслаждался свободой не состоять в отношениях. Это музыкальная тема для тех, кто боится обязательств — несмотря на желание быть чьей-то девушкой».

## Живые выступления
Песня была впервые исполнена вживую Гранде и Social House на выступлении в Lollapalooza 4 августа 2019 года. Позже Гранде добавила трек в сет-лист европейской ветки своего мирового турне Sweetener World Tour.

## Чарты
| Чарты (2019)                              | Высшая позиция |
| ----------------------------------------- | -------------- |
| Аргентина (Argentina Hot 100)             | 80             |
| Австралия (ARIA)                          | 4              |
| Австрия (Ö3 Austria Top 40)               | 17             |
| Бельгия/Фландрия (Ultratop 50)            | 33             |
| Бельгия/Валлония (Ultratop 50)            | 18             |
| Канада (Billboard Canadian Hot 100)       | 5              |
| Китай Airplay/FL (Billboard)              | 3              |
| Колумбия (National-Report)                | 69             |
| Хорватия (HRT)                            | 12             |
| Чехия (Singles Digitál Top 100)           | 11             |
| Дания (Tracklisten)                       | 20             |
| Эстония (Eesti Ekspress)                  | 3              |
| Финляндия (Suomen virallinen lista)       | 12             |
| Франция (SNEP)                            | 53             |
| Германия (GfK)                            | 23             |
| Греция (Billboard)                        | 10             |
| Венгрия (Single Top 40)                   | 3              |
| Венгрия (Stream Top 40)                   | 4              |
| Исландия (Tonlist)                        | 1              |
| Израиль (Media Forest)                    | 1              |
| Ирландия (IRMA)                           | 3              |
| Италия (FIMI)                             | 57             |
| Япония (Japan Hot 100)                    | 38             |
| Латвия (LAIPA)                            | 3              |
| Литва (AGATA)                             | 3              |
| Ливан (The Official Lebanese Top 20)      | 13             |
| Малайзия (RIM)                            | 3              |
| Мексика Mexico Ingles Airplay (Billboard) | 36             |
| Нидерланды (Dutch Top 40)                 | 33             |
| Нидерланды (Mega Top 50)                  | 36             |
| Нидерланды (Single Top 100)               | 30             |
| Новая Зеландия (Recorded Music NZ)        | 7              |
| Норвегия (VG-lista)                       | 16             |
| Польша (ZPAV AirPlay Top 100)             | 62             |
| Португалия (AFP)                          | 19             |
| Румыния (Airplay 100)                     | 96             |
| Шотландия (Scottish Singles Chart)        | 4              |
| Сингапур (RIAS)                           | 2              |
| Словакия (Singles Digitál Top 100)        | 1              |
| КНДР (Gaon)                               | 190            |
| Испания (PROMUSICAE)                      | 64             |
| Швеция (Sverigetopplistan)                | 18             |
| Швейцария (Schweizer Hitparade)           | 13             |
| Великобритания (UK Singles Chart)         | 4              |
| США (Billboard Hot 100)                   | 8              |
| США (Billboard Adult Top 40)              | 23             |
| США (Billboard Dance/Mix Show Airplay)    | 12             |
| США (Billboard Dance Club Songs)          | 45             |
| США (Billboard Mainstream Top 40)         | 8              |
| США (Billboard Rhythmic)                  | 10             |
| США Rolling Stone Top 100                 | 1              |

| Чарты (2019)                      | Высшая позиция |
| --------------------------------- | -------------- |
| Канада (Canadian Hot 100)         | 77             |
| Венгрия (Stream Top 40)           | 74             |
| Латвия (LAIPA)                    | 89             |
| США Billboard Hot 100             | 98             |
| США Mainstream Top 40 (Billboard) | 44             |

## Сертификации
| Регион                                                                      | Сертификация  | Продажи   |
| --------------------------------------------------------------------------- | ------------- | --------- |
| Австралия (ARIA)                                                            | 3× Платиновый | 210 000   |
| Бразилия (ABPD)                                                             | Бриллиантовый | 160 000   |
| Канада (Music Canada)                                                       | Платиновый    | 80 000    |
| Дания (IFPI Danmark)                                                        | Золотой       | 45 000    |
| Новая Зеландия (RMNZ)                                                       | Золотой       | 15 000    |
| Норвегия (IFPI Norway)                                                      | Золотой       | 30 000    |
| Польша (ZPAV)                                                               | Платиновый    | 50 000    |
| Португалия (AFP)                                                            | Золотой       | 5000      |
| Великобритания (BPI)                                                        | Золотой       | 400 000   |
| США (RIAA)                                                                  | Платиновый    | 1 000 000 |
| Данные о продажах + прослушиваниях приведены только на основе сертификации. |               |           |

## Награды и номинации
| Год  | Премия                 | Награда                                  | Результат | Прим.  |
| ---- | ---------------------- | ---------------------------------------- | --------- | ------ |
| 2019 | MTV Video Music Awards | Песня лета                               | Победа    | [ 75 ] |
| 2020 | Грэмми                 | Лучшее поп-исполнение дуэтом или группой | Номинация | [ 76 ] |

## История релиза
| Регион    | Дата           | Формат                                        | Лейбл     | Прим.                       |
| --------- | -------------- | --------------------------------------------- | --------- | --------------------------- |
| США       | 2 августа 2019 | Цифровая загрузка стриминг                    | Republic  | [ 77 ]                      |
| Австралия | 2 августа 2019 | Contemporary hit radio                        | Republic  | [ 78 ]                      |
| Канада    | 2 августа 2019 | Contemporary hit radio hot adult contemporary | Republic  | [ 79 ]                      |
| Италия    | 2 августа 2019 | Contemporary hit radio                        | Universal | [ 80 ]                      |
| США       | 6 августа 2019 | Contemporary hit radio                        | Republic  | [ 81 ]                      |
| США       | 6 августа 2019 | Rhythmic contemporary                         | Republic  | [ 82 ]                      |
| Мир       | 6 декабря 2019 | Винил CD кассета                              | Republic  | [ 83 ] [ 84 ] [ 85 ] [ 86 ] |